# High Energy (Lied)
High Energy ist ein Popsong, der 1983 von Ian Levine und Fiachra Trench geschrieben und mit der Sängerin Evelyn Thomas aufgenommen wurde. Er wurde im April 1984 als Single veröffentlicht und erreichte Top-Ten-Platzierungen in ganz Europa. Der Titel bezieht sich auf Hi-NRG, einer zu jener Zeit erfolgreichen Stilrichtung der elektronischen Tanzmusik.

## Geschichte
Evelyn Thomas kannte den britischen Musikproduzenten Ian Levine bereits seit 1975. Mit ihm nahm sie mehrere Singles auf, zwei davon, Weak Spot und Doomsday erreichten die UK-Charts. 1983 lud Levine die Sängerin zu Demoaufnahmen nach London ein. Während einer dieser Sessions wurde High Energy aufgenommen. Geschrieben wurde das Lied von Ian Levine und Songwriter Fiachra Trench.
Die Single wurde zum Top-Ten-Hit in ganz Europa. In Deutschland hielt sie sich für vier Wochen auf Platz eins, in den Niederlanden erreichte sie Platz acht, in Frankreich Platz 18, in Irland Platz zwölf und in Norwegen Platz neun. In den USA konnte sich das Lied nicht in den Top 10 platzieren. Das Lied blieb der einzige Top-10-Erfolg von Evelyn Thomas, die folgende Single erreichte nur mittlere Platzierungen in Deutschland und England.

## Chartplatzierungen
| ChartsChartplatzierungen       | Höchstplatzierung | Wochen/ Monate |
| ------------------------------ | ----------------- | -------------- |
| Deutschland (GfK)              | 1 (19 Wo.)        | 19 Wo.         |
| Österreich (Ö3)                | 5 (2 Mt.)         | 2 Mt.          |
| Schweiz (IFPI)                 | 3 (12 Wo.)        | 12 Wo.         |
| Vereinigte Staaten (Billboard) | 85 (5 Wo.)        | 5 Wo.          |
| Vereinigtes Königreich (OCC)   | 5 (18 Wo.)        | 18 Wo.         |

| ChartsJahrescharts (1984) | Platzierung |
| ------------------------- | ----------- |
| Deutschland (GfK)         | 9           |

## Coverversionen
- 1995: Erasure
- 1997: Fascination
- 2003: Axwell feat. Evelyn Thomas
- 2003: DJ Subsonic
- 2004: Joachim Garraud feat. Chynna
- 2005: Liel Kolet
- 2005: In Da Mix feat. Chynna Blue
- 2005: Lite Frequency
- 2006: Soraya Arnelas
- 2006: Sean Miller (Studio City)
- 2009: Big Ali